# علي بوسويهي
علي عبد الكريم بوسويهي، (مواليد 1974-) لاعب كرة قدم كويتي سابق، وقد كان يلعب مع نادي القادسية الرياضي، ومنتخب الكويت لكرة القدم، وكان هداف كأس الأمير 2000/2001.

## سيرته
كانت بداية علي بوسويهي في ملاعب كرة القدم القريبة من منزله مع أصدقائه في منطقة الروضة وكانت الكرة بالنسبة له كل شيء في حياته وعشقها ولم يستطع تركها ولعب في مدرسة عمرو بن العاص الابتدائية وعبد الله بن رواحة وعمره 8 سنوات مع أشبال القادسية وقد شجعاه والده وشقيق والده (وهم من مؤسسي نادي الجزيرة سابقا) قبل أن يشهر باسم القادسية الي الالتحاق بصفوف الاشبال الذي كان يشرف عليه وقتها المدرب الكويتي عبد العزيز الراشد وكان ذلك في العام 1982، كما كان يدربه المدرب اليوغوسلافي زوران الذي إختياره للعب مع فريق تحت 12 سنة ولعب أول مباراة ضد النادي العربي وإستمر بالمراحل السنية حتي وصل الي الفريق الاول وأصبح من اللاعبين الاساسيين والقوة الضاربة للفريق كونه يتميز بالسرعة الكبيرة وتسجيل الاهداف، وبعد نجاحه بالفريق تم اختيارة لمنتخب الكويت لكرة القدم عام 1994 وظل أساسيا في المنتخب حتي عام 1997.

## اعتزاله
اعتزل علي بوسويهي في موسم 2005 وأقيم له مهرجان اعتزال في مباراة جماهيرية أمام النادي العربي علي ملعب محمد الحمد برعاية وزير الطاقة الكويتي آنذاك أحمد فهد الأحمد الصباح.